# Mandaree
Mandaree (hidatsa: awadibahcihesh) és una concentració de població designada pel cens dels Estats Units a l'estat de Dakota del Nord. Segons el cens del 2000 tenia 558 habitants.

## Demografia
Segons el cens del 2000, Mandaree tenia 558 habitants, 132 habitatges, i 119 famílies. La densitat de població era de 19,3 hab./km².
Dels 132 habitatges en un 59,8% hi vivien nens de menys de 18 anys, en un 34,1% hi vivien parelles casades, en un 40,9% dones solteres, i en un 9,8% no eren unitats familiars. En el 8,3% dels habitatges hi vivien persones soles el 3% de les quals corresponia a persones de 65 anys o més que vivien soles. El nombre mitjà de persones vivint en cada habitatge era de 4,23 i el nombre mitjà de persones que vivien en cada família era de 4,31.
Per edats la població es repartia de la següent manera: un 48,7% tenia menys de 18 anys, un 9,9% entre 18 i 24, un 23,8% entre 25 i 44, un 13,1% de 45 a 60 i un 4,5% 65 anys o més.
L'edat mediana era de 18 anys. Per cada 100 dones de 18 o més anys hi havia 88,2 homes.
La renda mediana per habitatge era de 24.167 $ i la renda mediana per família de 22.500 $. Els homes tenien una renda mediana de 19.688 $ mentre que les dones 17.604 $. La renda per capita de la població era de 6.179 $. Entorn del 33,9% de les famílies i el 35,4% de la població estaven per davall del llindar de pobresa.

## Poblacions més properes
El següent diagrama mostra les poblacions més properes.